# Newburg (Missouri)
Newburg is een plaats (city) in de Amerikaanse staat Missouri, en valt bestuurlijk gezien onder Phelps County.

## Demografie
Bij de volkstelling in 2000 werd het aantal inwoners vastgesteld op 484.
In 2006 is het aantal inwoners door het United States Census Bureau geschat op 477, een daling van 7 (-1,4%).

## Geografie
Volgens het United States Census Bureau beslaat de plaats een oppervlakte van
1,6 km², geheel bestaande uit land. Newburg ligt op ongeveer 208 m boven zeeniveau.

## Plaatsen in de nabije omgeving
De onderstaande figuur toont nabijgelegen plaatsen in een straal van 28 km rond Newburg.